# Jacksonville Beach
Jacksonville Beach ist eine Stadt im Duval County im US-Bundesstaat Florida mit 23.830 Einwohnern (Stand: 2020).

## Geographie
Jacksonville Beach liegt zwischen dem Intracoastal Waterway und dem Atlantik an der Ostküste Floridas und grenzt an die Städte Neptune Beach und Jacksonville.

## Demographische Daten
Laut der Volkszählung 2010 verteilten sich die damaligen 21.362 Einwohner auf 11.882 Haushalte. Die Bevölkerungsdichte lag bei 1073,5 Einw./km². 90,9 % der Bevölkerung bezeichneten sich als Weiße, 3,9 % als Afroamerikaner, 0,2 % als Indianer und 1,7 % als Asian Americans. 0,9 % gaben die Angehörigkeit zu einer anderen Ethnie und 2,2 % zu mehreren Ethnien an. 4,3 % der Bevölkerung bestand aus Hispanics oder Latinos.
Im Jahr 2010 lebten in 19,4 % aller Haushalte Kinder unter 18 Jahren sowie 22,0 % aller Haushalte Personen mit mindestens 65 Jahren. 49,7 % der Haushalte waren Familienhaushalte (bestehend aus verheirateten Paaren mit oder ohne Nachkommen bzw. einem Elternteil mit Nachkomme). Die durchschnittliche Größe eines Haushalts lag bei 2,11 Personen und die durchschnittliche Familiengröße bei 2,74 Personen.
16,8 % der Bevölkerung waren jünger als 20 Jahre, 33,5 % waren 20 bis 39 Jahre alt, 29,7 % waren 40 bis 59 Jahre alt und 20,0 % waren mindestens 60 Jahre alt. Das mittlere Alter betrug 40 Jahre. 50,6 % der Bevölkerung waren männlich und 49,4 % weiblich.
Das durchschnittliche Jahreseinkommen lag bei 61.445 $, dabei lebten 9,1 % der Bevölkerung unter der Armutsgrenze.
Im Jahr 2000 war Englisch die Muttersprache von 94,42 % der Bevölkerung, spanisch sprachen 3,66 % und 1,92 % hatten eine andere Muttersprache.

## Sehenswürdigkeiten
Die American Red Cross Volunteer Life Saving Corps Station und das Casa Marina Hotel sind im National Register of Historic Places gelistet.

## Kliniken
- Baptist Medical Center Beaches

## Schulen
- Jacksonville Beach Elementary School
- San Pablo Elementary School
- Seabreeze Elementary School
- Duncan U. Fletcher Middle School

## Verkehr
Die Stadt wird vom U.S. Highway 90 sowie den Florida State Roads A1A und 202 (Butler Boulevard) durchquert. Die nächsten Flughäfen sind der Jacksonville Executive at Craig Airport (10 km nordwestlich) sowie der Jacksonville International Airport (40 km nordwestlich).

## Kriminalität
Die Kriminalitätsrate lag im Jahr 2010 mit 439 Punkten (US-Durchschnitt: 266 Punkte) im durchschnittlichen Bereich. Es gab neun Vergewaltigungen, 39 Raubüberfälle, 153 Körperverletzungen, 128 Einbrüche, 949 Diebstähle, 50 Autodiebstähle und drei Brandstiftungen.